# Calometopidius cavellae
Calometopidius cavellae är en skalbaggsart som beskrevs av Auguste Bourgoin 1917. Calometopidius cavellae ingår i släktet Calometopidius och familjen Cetoniidae. Inga underarter finns listade.